# Heltermaa
Heltermaa est un village de la commune de Hiiumaa, situé dans le comté de Hiiu en Estonie.

## Géographie
Le village est situé à l'extrémité est de l'île d'Hiiumaa, à 25 km au sud-est de Kärdla.
Il est baigné par la mer des détroits, une dépendance de la mer Baltique, et abrite un port qui est relié par ferry au port de Rohuküla, sur le continent.

## Histoire
Avant la réforme administrative d'octobre 2017, Heltermaa faisait partie de la commune de Pühalepa, fusionnée à cette date avec les autres communes de l'île pour former celle de Hiiumaa.

## Galerie

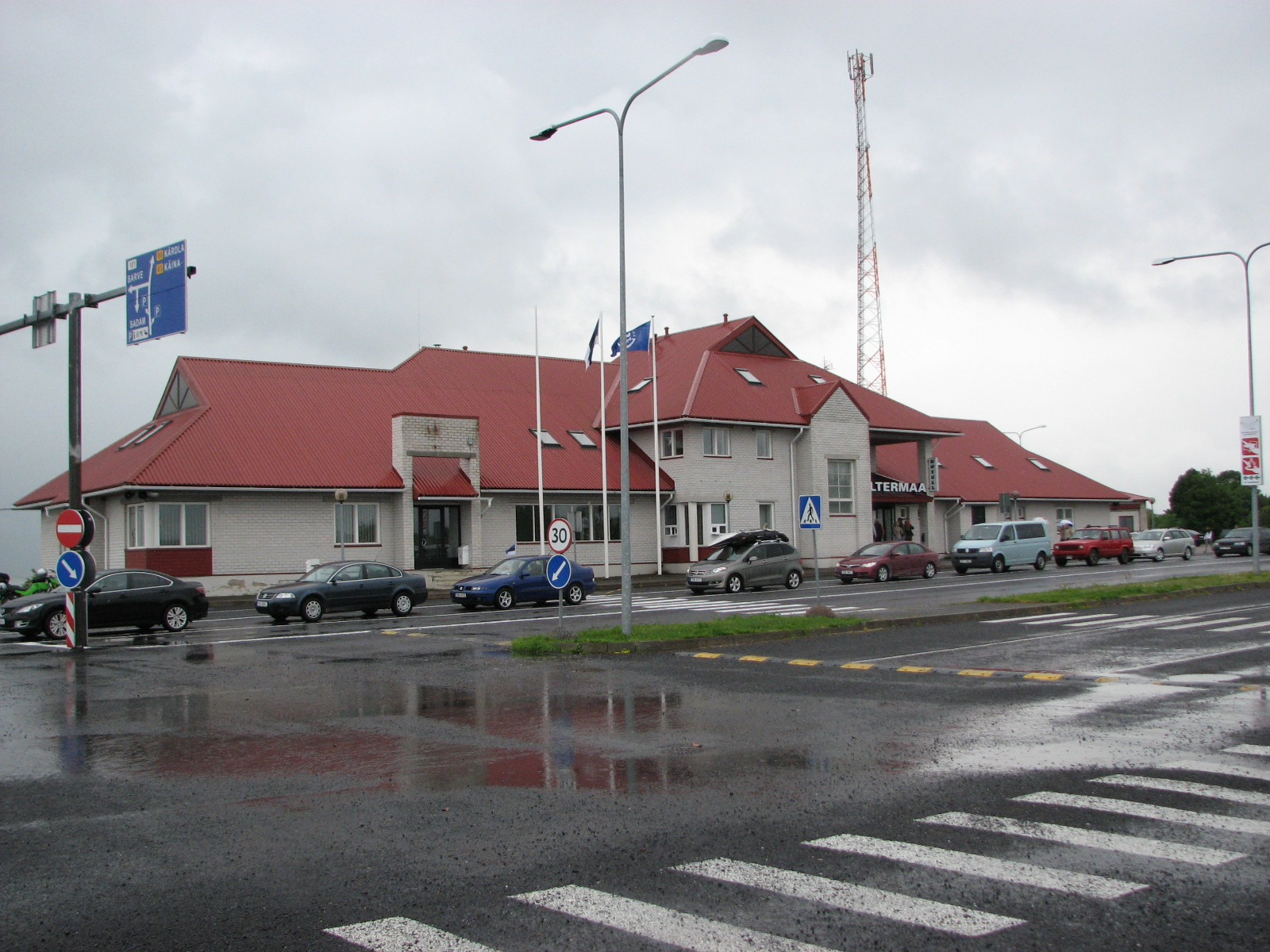
Bâtiment portuaire.
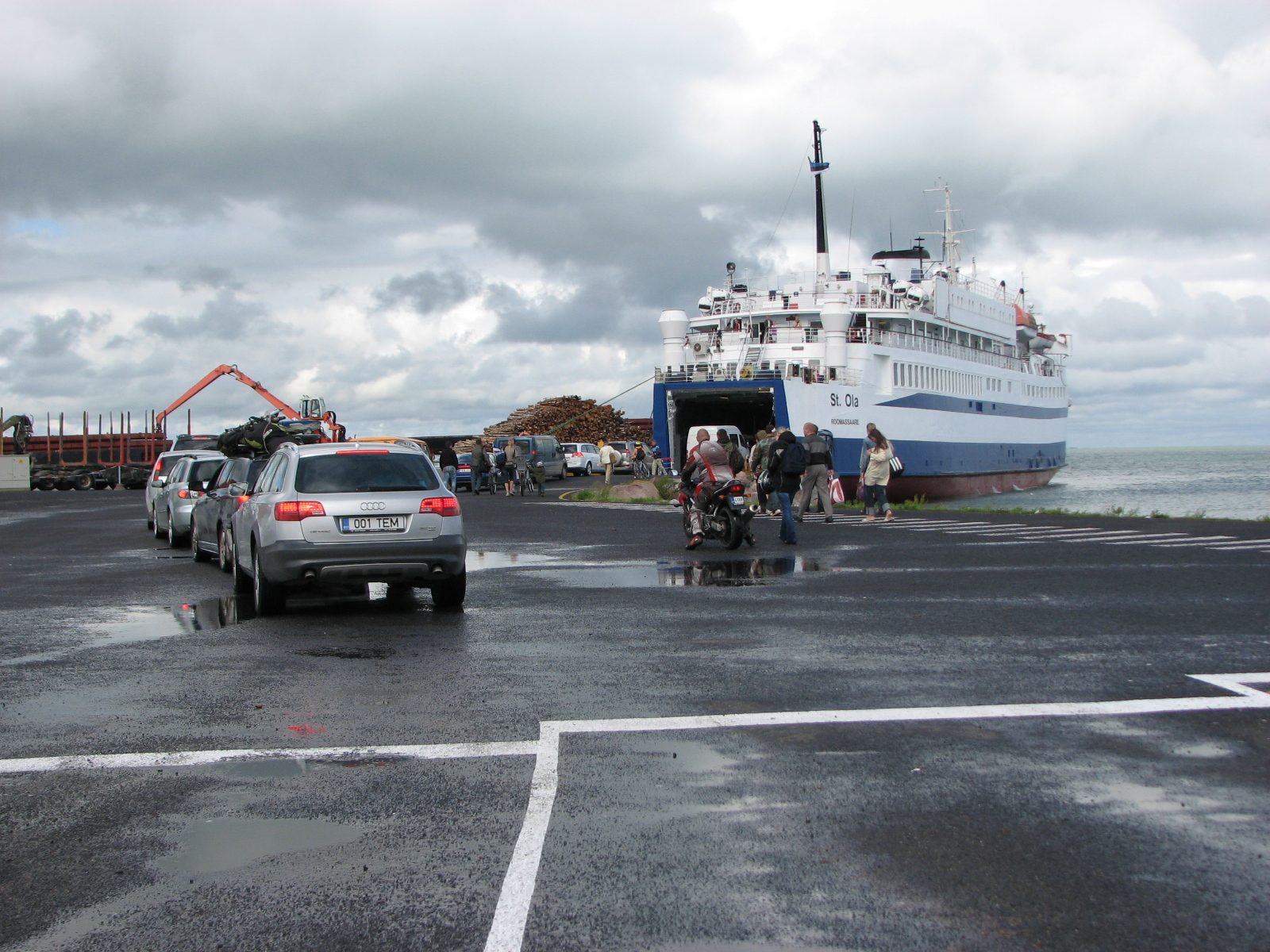
Une vue du port.
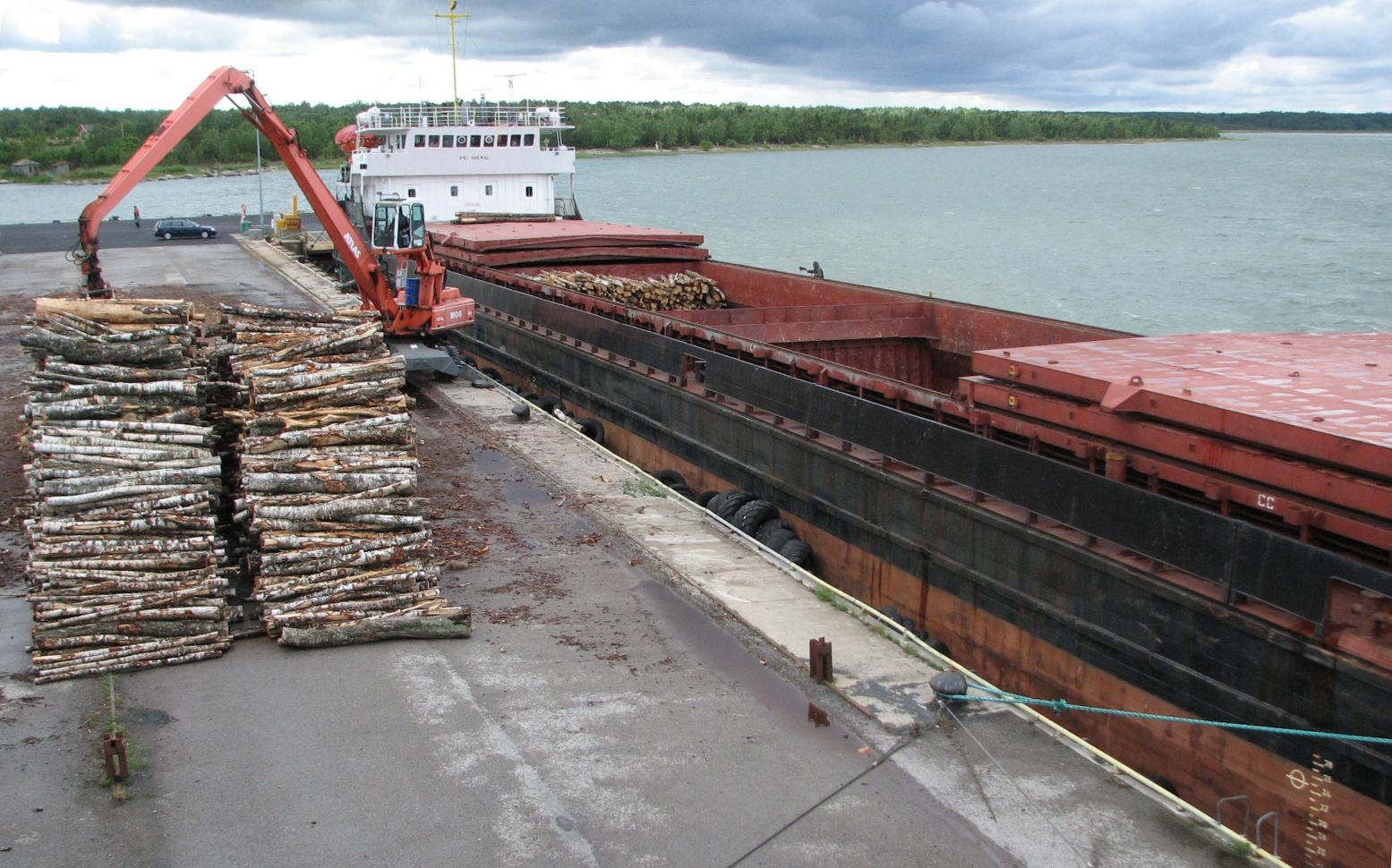
Déchargement.
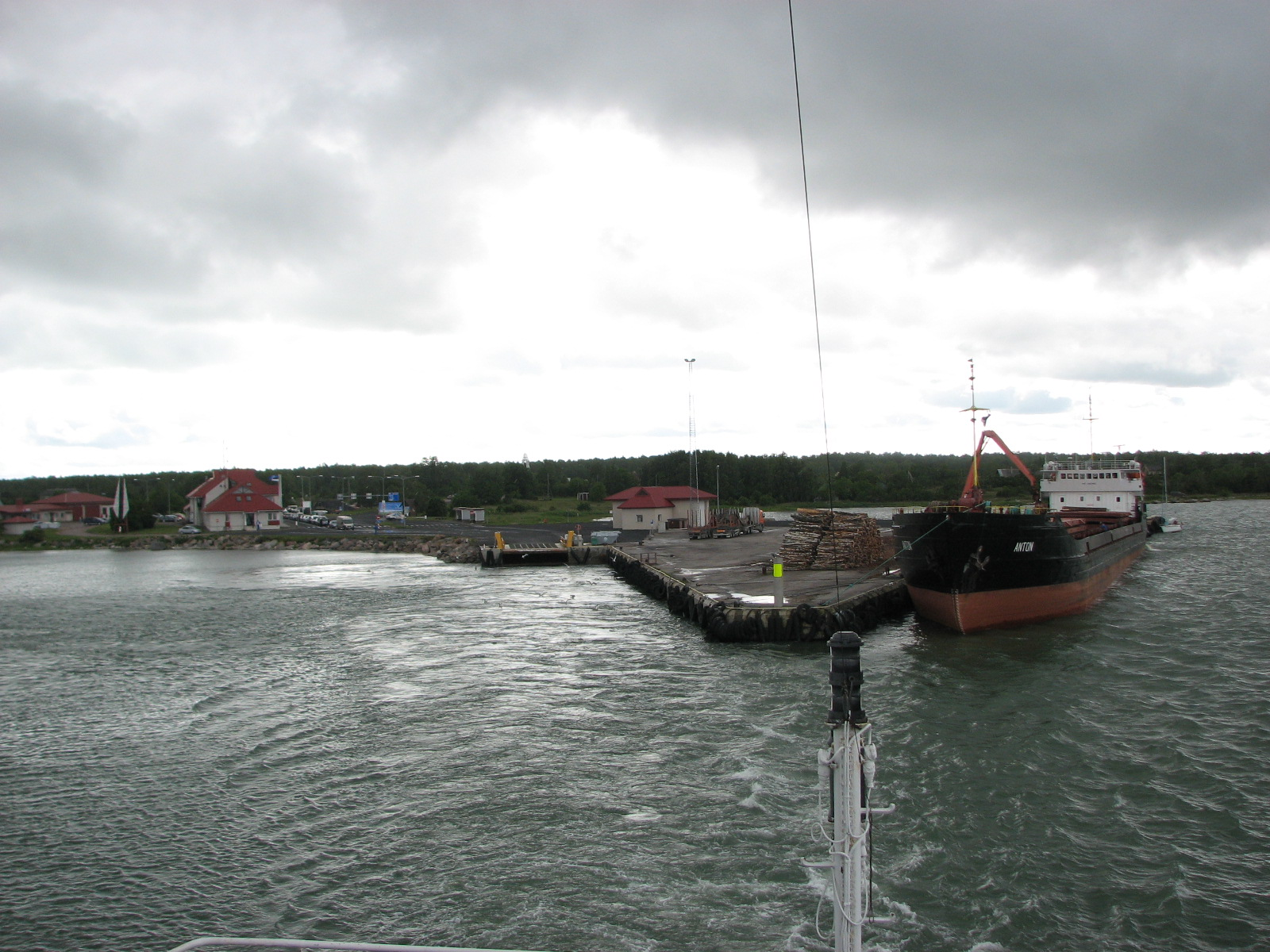
Vue sur le port depuis la mer.
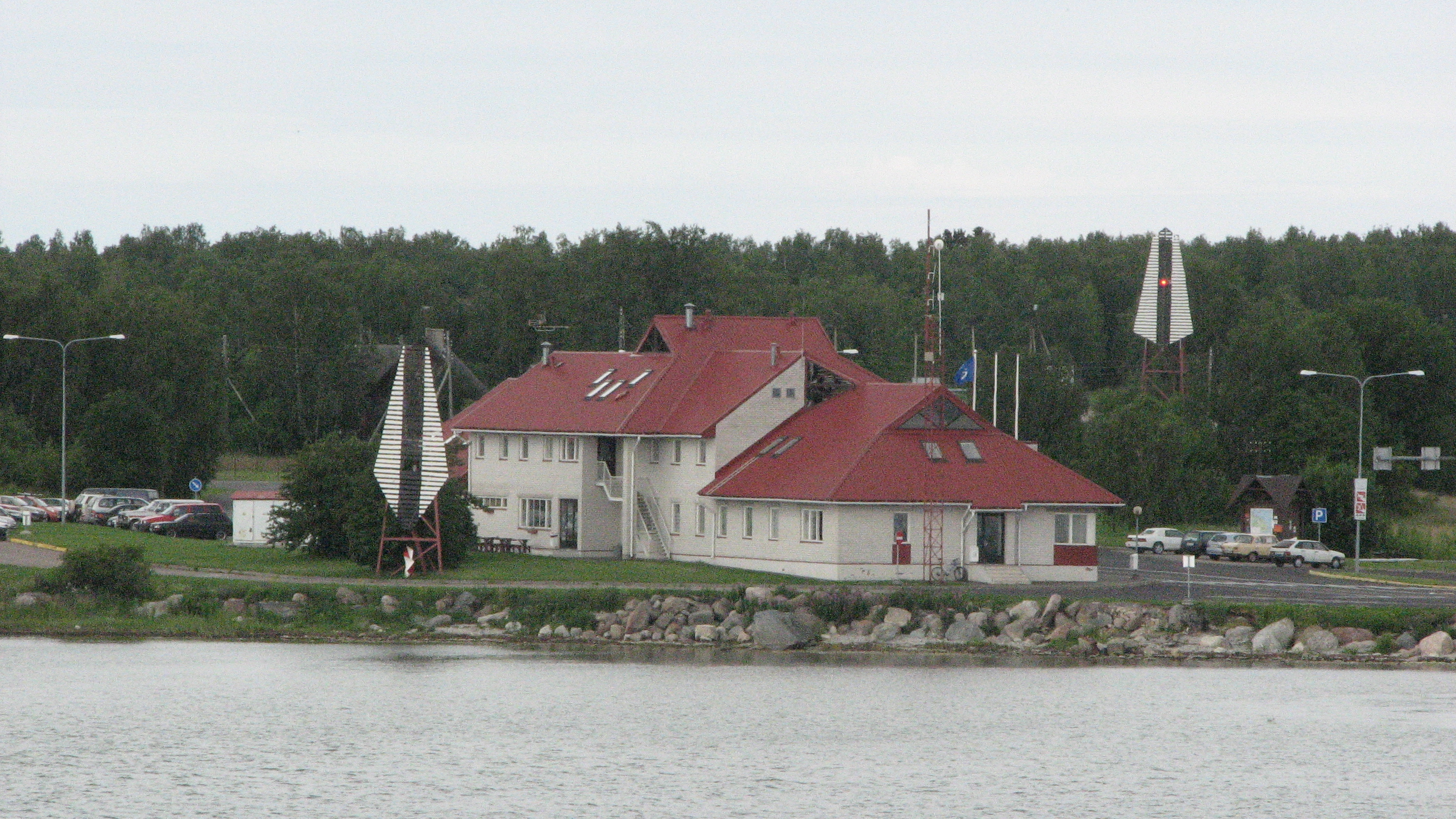
Bâtiment portuaire.
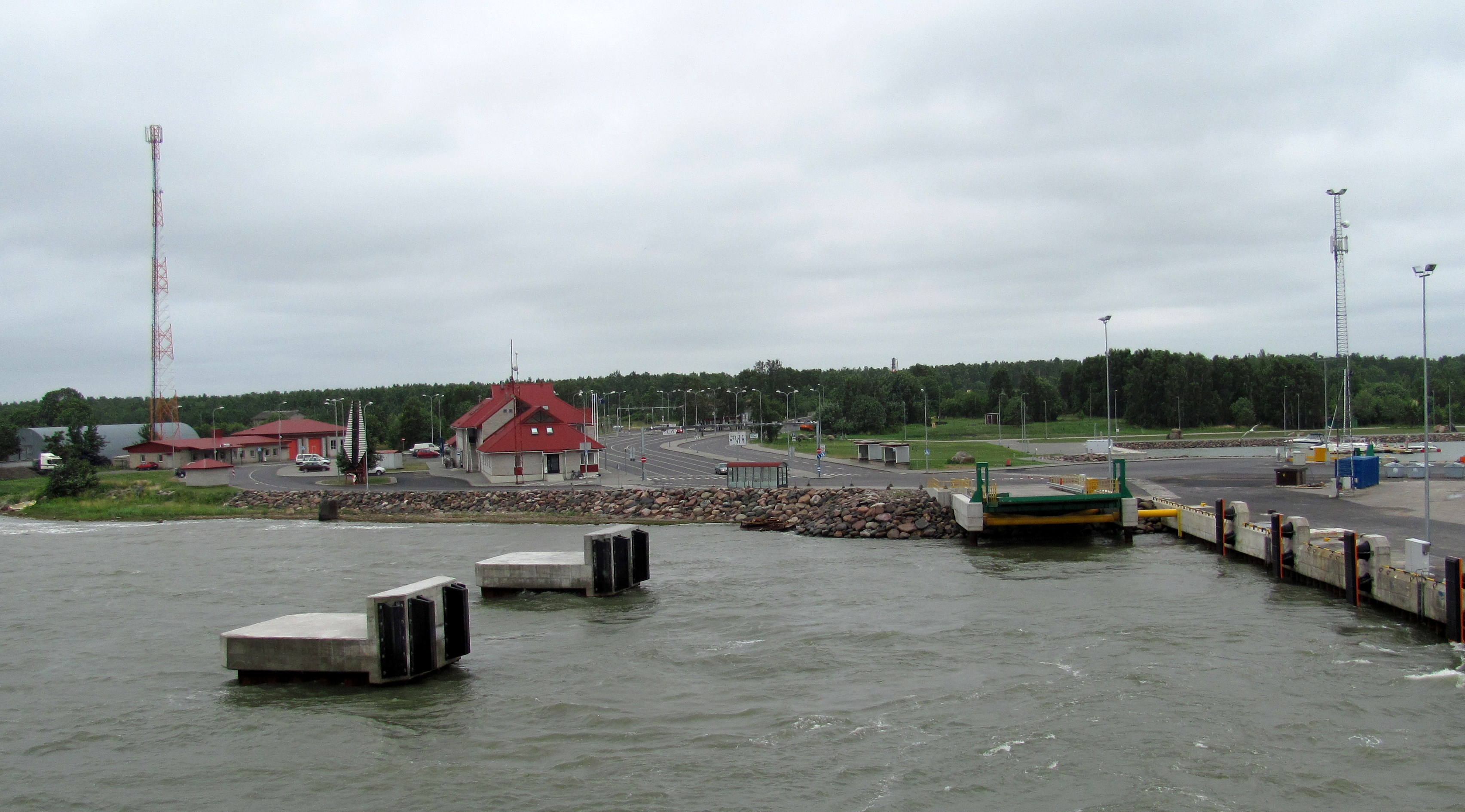
Le port.

## Climat
| Mois                                  | jan.       | fév.       | mars      | avril      | mai       | juin      | jui.      | août      | sep.      | oct.      | nov.       | déc.       | année      |
| ------------------------------------- | ---------- | ---------- | --------- | ---------- | --------- | --------- | --------- | --------- | --------- | --------- | ---------- | ---------- | ---------- |
| Température minimale moyenne (°C)     | −3,7       | −4,6       | −2,8      | 2          | 7,3       | 11,7      | 15,5      | 15        | 11,4      | 6,3       | 2,7        | −0,6       | 5          |
| Température moyenne (°C)              | −1,9       | −2,6       | −0,1      | 5,3        | 11        | 15,2      | 18,7      | 17,7      | 13,6      | 8,2       | 4,2        | 0,9        | 7,5        |
| Température maximale moyenne (°C)     | −0,3       | −0,8       | 2,3       | 8,6        | 14,4      | 18,2      | 21,4      | 20,1      | 15,8      | 9,9       | 5,6        | 2,3        | 9,8        |
| Record de froid (°C) date du record   | −29,6 1987 | −28,9 1985 | −25 1964  | −15,4 1963 | −4,1 2017 | 1 2001    | 6 1996    | 3,6 1977  | −2 1986   | −8 2002   | −14,7 1993 | −32,5 1978 | −32,5 1978 |
| Record de chaleur (°C) date du record | 9,6 1973   | 9,8 2015   | 14,2 2007 | 23,6 1993  | 27,2 2014 | 29,9 2021 | 32,3 2018 | 31,6 2014 | 26,4 1968 | 18,4 2020 | 13,8 2020  | 11,4 2015  | 32,3 2018  |
| Précipitations (mm)                   | 50         | 41         | 35        | 36         | 36        | 59        | 64        | 72        | 56        | 61        | 60         | 54         | 624        |
| Nombre de jours avec précipitations   | 9          | 8          | 7         | 7          | 6         | 7         | 8         | 9         | 8         | 9         | 8          | 9          | 95         |
| Humidité relative (%)                 | 85         | 86         | 83        | 76         | 71        | 71        | 74        | 76        | 79        | 81        | 85         | 85         | 79         |

| Diagramme climatique                                  |            |           |        |           |            |            |          |            |          |          |           |
| J                                                     | F          | M         | A      | M         | J          | J          | A        | S          | O        | N        | D         |
| −0,3−3,750                                            | −0,8−4,641 | 2,3−2,835 | 8,6236 | 14,47,336 | 18,211,759 | 21,415,564 | 20,11572 | 15,811,456 | 9,96,361 | 5,62,760 | 2,3−0,654 |
| Moyennes : • Temp. maxi et mini °C • Précipitation mm |            |           |        |           |            |            |          |            |          |          |           |